# Transports en commun de Guingamp
Guingamp-Paimpol Mobilité, anciennement Axéobus jusqu'au 1er avril 2023, est le nom commercial du réseau d'autobus de la ville de Guingamp ainsi que ses alentours, dans le département français des Côtes-d'Armor.

## Historique

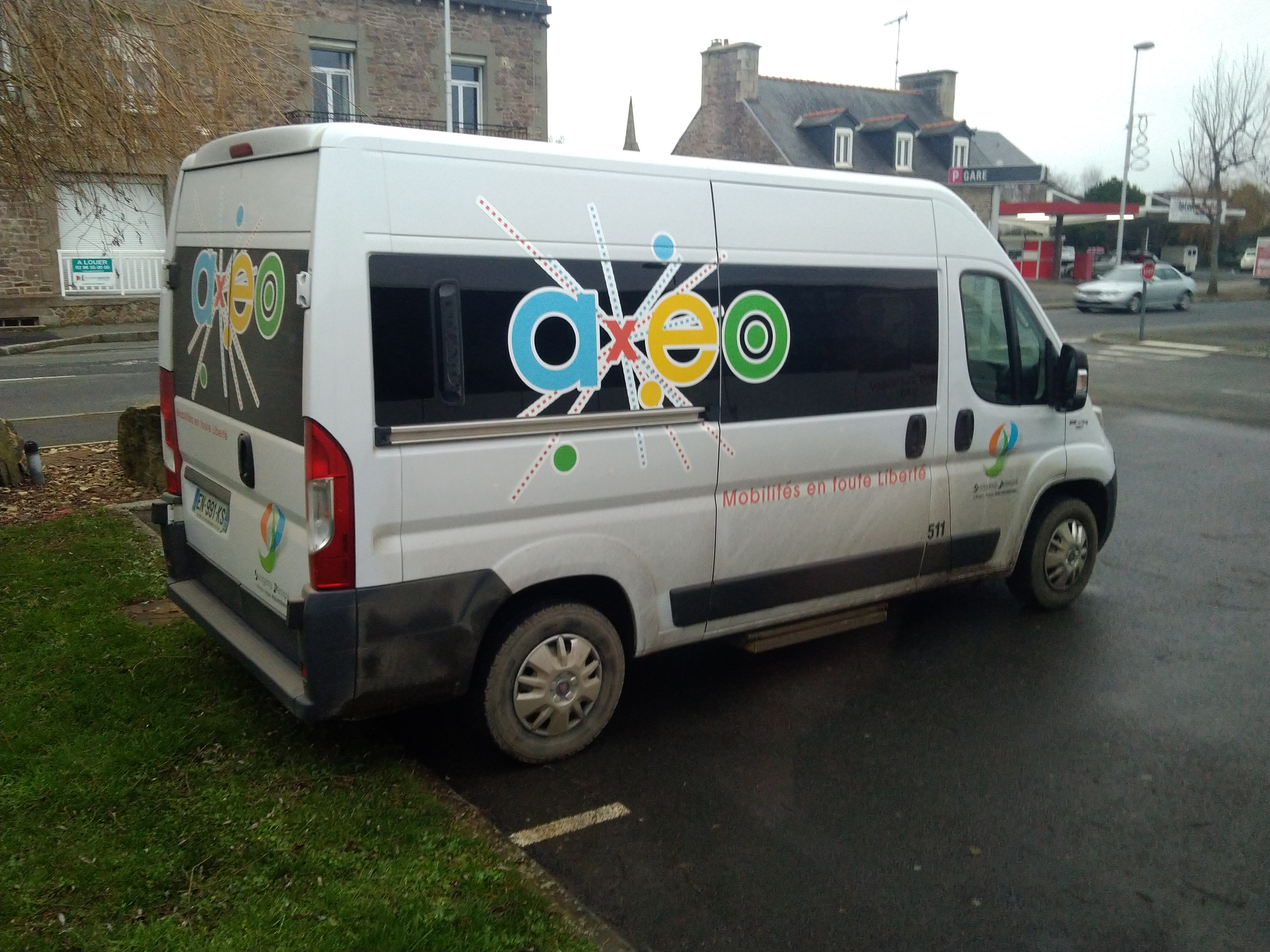
Un Fiat Ducato de l'ancien réseau Axéobus.

Le premier réseau du transport en commun de Guingamp fut mis en service en mars 2011 sous le nom Axéobus,. Des importantes restructurations sont survenues à la rentrée 2015, avec une semaine de gratuité afin que les usagers adaptent le nouveau réseau.
L'agglomération de Guingamp-Paimpol s'est retrouvée dans une situation peu ordinaire concernant le nom du réseau : La Poste a en effet déposé la marque Axéo auprès de l'INPI en 2017, soit six ans après le lancement du réseau, et a envoyé en 2019 un courrier à l'intercommunalité lui solicitant de ne plus utiliser cette marque. Après avoir tenté de résoudre cette situation via un avocat et une médiation via le député Éric Bothorel, la Poste reste sur ses position et le réseau devra changer de nom d'ici au 1er avril 2023.
Le choix s'est porté sur Guingamp-Paimpol Mobilité (GPM), nom institutionnel lui même amené à être remplacé par un nom choisi par les habitants,.

## Le réseau

### Les lignes

#### Les lignes régulières
| Ligne | Caractéristiques | Caractéristiques                                     | Caractéristiques                                     | Caractéristiques                                     | Caractéristiques                                     | Caractéristiques                                     | Caractéristiques                                     | Caractéristiques                                     | Caractéristiques                                     |
| 1     | Ploumagoar — Runanvizit ⥋ Saint-Agathon — Kervingleu | Ploumagoar — Runanvizit ⥋ Saint-Agathon — Kervingleu | Ploumagoar — Runanvizit ⥋ Saint-Agathon — Kervingleu | Ploumagoar — Runanvizit ⥋ Saint-Agathon — Kervingleu | Ploumagoar — Runanvizit ⥋ Saint-Agathon — Kervingleu | Ploumagoar — Runanvizit ⥋ Saint-Agathon — Kervingleu | Ploumagoar — Runanvizit ⥋ Saint-Agathon — Kervingleu | Ploumagoar — Runanvizit ⥋ Saint-Agathon — Kervingleu | Ploumagoar — Runanvizit ⥋ Saint-Agathon — Kervingleu |
| ----- | --- | ---------------------------------------------------- | ---------------------------------------------------- | ---------------------------------------------------- | ---------------------------------------------------- | ---------------------------------------------------- | ---------------------------------------------------- | ---------------------------------------------------- | ---------------------------------------------------- |
| 1     | Ouverture / Fermeture 14 septembre 2015 / — | Longueur —                                           | Durée 36 min                                         | Nb. d’arrêts 25                                      | Matériel Sprinter City 35                            | Jours de fonctionnement L, Ma, Me, J, V, S           | Jour / Soir / Nuit / Fêtes O / N / N / N             | Voy. / an —                                          | Exploitant Transdev GPA                              |
| 1     | Desserte : - Villes et stations : Ploumagoar (Runanvizit, Roglazou, Complexe sportif, Mairie, La Pommeraie, Cadolan, Francis Page), Guingamp (Les Castors, Gare, Zone commerciale, Place du Vally, Jardin Public, Jacques Prévert, La Métairie Neuve), Pabu (Hortensias, Hôpital, Place des Corrigans, Kergoz), Saint-Agathon (Kerhollo, Avenue du Goello, ZI Bellevue, Impasse des Ajoncs, Salle Omnisport, Nazared, Mairie, Kervingleu) - Gares desservies : Guingamp           |                                                      |                                                      |                                                      |                                                      |                                                      |                                                      |                                                      |                                                      |
| 1     | Autre : - Arrêts non accessibles aux UFR : - Particularités : - Date de dernière mise à jour : 2 novembre 2019. |                                                      |                                                      |                                                      |                                                      |                                                      |                                                      |                                                      |                                                      |

Arrêt de bus du réseau GPM, ici sur la ligne 24.

| 1     | Dernière actualisation : — |                                                      |                                                      |                                                      |                                                      |                                                      |                                                      |                                                      |                                                      |
| 2     | Pabu — Mairie ⥋ Plouisy — Aire de covoiturage | Pabu — Mairie ⥋ Plouisy — Aire de covoiturage        | Pabu — Mairie ⥋ Plouisy — Aire de covoiturage        | Pabu — Mairie ⥋ Plouisy — Aire de covoiturage        | Pabu — Mairie ⥋ Plouisy — Aire de covoiturage        | Pabu — Mairie ⥋ Plouisy — Aire de covoiturage        | Pabu — Mairie ⥋ Plouisy — Aire de covoiturage        | Pabu — Mairie ⥋ Plouisy — Aire de covoiturage        | Pabu — Mairie ⥋ Plouisy — Aire de covoiturage        |
| 2     | Ouverture / Fermeture 14 septembre 2015 / — | Longueur —                                           | Durée 41 min                                         | Nb. d’arrêts 28                                      | Matériel Sprinter City 35                            | Jours de fonctionnement L, Ma, Me, J, V, S           | Jour / Soir / Nuit / Fêtes O / N / N / N             | Voy. / an —                                          | Exploitant Transdev GPA                              |
| 2     | Desserte : - Villes et stations : Pabu (Mairie, La Poterie, Saint-Loup, C. Chevoir, Rucaer, Y. Jaguin, Pierre Loti, Parc Justice, Hôpital, Place des Corrigans, Kergoz), Guingamp (Jacques Prévert, Zone commerciale, Gare, La Poste, Hôtel de Ville, Jardin Public, Place du centre, Saint-Sauveur, UCO, Saint-Michel, La Madeleine), Grâces (Parc de Loisirs, Kerpaour, Gourland, Saint-Jean), Plouisy (Kernilien, Aire de covoiturage) - Gares desservies : Guingamp, Gourland |                                                      |                                                      |                                                      |                                                      |                                                      |                                                      |                                                      |                                                      |
| 2     | Autre : - Arrêts non accessibles aux UFR : - Particularités : - La station Place du Centre est uniquement desservie en direction de Mairie de Pabu - Date de dernière mise à jour : 2 novembre 2019. |                                                      |                                                      |                                                      |                                                      |                                                      |                                                      |                                                      |                                                      |
| 2     | Dernière actualisation : — |                                                      |                                                      |                                                      |                                                      |                                                      |                                                      |                                                      |                                                      |
| 3     | Plouisy — Parc des sports ⥋ Grâces — Mairie | Plouisy — Parc des sports ⥋ Grâces — Mairie          | Plouisy — Parc des sports ⥋ Grâces — Mairie          | Plouisy — Parc des sports ⥋ Grâces — Mairie          | Plouisy — Parc des sports ⥋ Grâces — Mairie          | Plouisy — Parc des sports ⥋ Grâces — Mairie          | Plouisy — Parc des sports ⥋ Grâces — Mairie          | Plouisy — Parc des sports ⥋ Grâces — Mairie          | Plouisy — Parc des sports ⥋ Grâces — Mairie          |
| 3     | Ouverture / Fermeture 14 septembre 2015 / — | Longueur —                                           | Durée 42 min                                         | Nb. d’arrêts 25                                      | Matériel Sprinter City 35                            | Jours de fonctionnement L, Ma, Me, J, V, S           | Jour / Soir / Nuit / Fêtes O / N / N / N             | Voy. / an —                                          | Exploitant Transdev GPA                              |
| 3     | Desserte : - Villes et stations : Plouisy (Parc des sports, Mairie, CAT, Pont Ezer, Pors Montfort), Guingamp (Castel Pic, La Colline, Rue Montbareil, Saint-Sauveur, Manoir, René Cassin, Place du Centre, Jardin Public, Place du Vally, La Poste, Gare, Zone commerciale, Sainte-Croix), Grâces (Gourland, ZI de Grâces, Porsmin, Pen an Croissant, Kéribau, Stang Marec, Mairie) - Gares desservies : Guingamp, Gourland                                                       |                                                      |                                                      |                                                      |                                                      |                                                      |                                                      |                                                      |                                                      |
| 3     | Autre : - Arrêts non accessibles aux UFR : - Particularités : - Date de dernière mise à jour : 2 novembre 2019. |                                                      |                                                      |                                                      |                                                      |                                                      |                                                      |                                                      |                                                      |
| 3     | Dernière actualisation : — |                                                      |                                                      |                                                      |                                                      |                                                      |                                                      |                                                      |                                                      |
| 4     | ? ⥋ ? | ? ⥋ ?                                                | ? ⥋ ?                                                | ? ⥋ ?                                                | ? ⥋ ?                                                | ? ⥋ ?                                                | ? ⥋ ?                                                | ? ⥋ ?                                                | ? ⥋ ?                                                |
| 4     | Ouverture / Fermeture 2023 / — | Longueur —                                           | Durée —                                              | Nb. d’arrêts —                                       | Matériel Sprinter City 35                            | Jours de fonctionnement L, Ma, Me, J, V, S           | Jour / Soir / Nuit / Fêtes O / N / N / N             | Voy. / an —                                          | Exploitant Transdev GPA                              |
| 4     | Desserte : - Villes et stations : Paimpol - Gares desservies : Paimpol |                                                      |                                                      |                                                      |                                                      |                                                      |                                                      |                                                      |                                                      |
| 4     | Autre : - Arrêts non accessibles aux UFR : - Particularités : - Date de dernière mise à jour : 23 juillet 2024. |                                                      |                                                      |                                                      |                                                      |                                                      |                                                      |                                                      |                                                      |
| 4     | Dernière actualisation : — |                                                      |                                                      |                                                      |                                                      |                                                      |                                                      |                                                      |                                                      |
| 24    | Paimpol - Gare SNCF ⥋ Pointe de L'Arcouest | Paimpol - Gare SNCF ⥋ Pointe de L'Arcouest           | Paimpol - Gare SNCF ⥋ Pointe de L'Arcouest           | Paimpol - Gare SNCF ⥋ Pointe de L'Arcouest           | Paimpol - Gare SNCF ⥋ Pointe de L'Arcouest           | Paimpol - Gare SNCF ⥋ Pointe de L'Arcouest           | Paimpol - Gare SNCF ⥋ Pointe de L'Arcouest           | Paimpol - Gare SNCF ⥋ Pointe de L'Arcouest           | Paimpol - Gare SNCF ⥋ Pointe de L'Arcouest           |
| 24    | Ouverture / Fermeture janvier 2020 / — | Longueur —                                           | Durée —                                              | Nb. d’arrêts —                                       | Matériel Crossway Arway                              | Jours de fonctionnement L, Ma, Me, J, V, S, D        | Jour / Soir / Nuit / Fêtes O / N / N / N             | Voy. / an —                                          | Exploitant Transdev CAT 22                           |
| 24    | Desserte : - Ville et lieux desservis : Paimpol, Ploubazlanec, L'Arcouest - Gares desservies : Gare de Paimpol. |                                                      |                                                      |                                                      |                                                      |                                                      |                                                      |                                                      |                                                      |
| 24    | Autre : - Arrêts non accessibles aux UFR : - Amplitudes horaires : - Particularités : La ligne 24 est une ancienne ligne régionale BreizhGo transférée à Guingamp-Paimpol Agglomération. - Date de dernière mise à jour : 8 juin 2021. |                                                      |                                                      |                                                      |                                                      |                                                      |                                                      |                                                      |                                                      |
| 24    | Dernière actualisation : — |                                                      |                                                      |                                                      |                                                      |                                                      |                                                      |                                                      |                                                      |

#### Les lignes TAD
Le réseau Axéobus possède six lignes de TAD (Transport à la demande) qui permettent de relier l'ensemble de territoire de l'agglomération et le réseau de lignes Busplus.

## Exploitation

### Matériel roulant
En décembre 2024, le parc de véhicule du réseau Guingamp-Paimpol Mobilité est composé de véhicules de type minibus et d'autocars. Tout les véhicules sont équipés de moteurs Diesel.

#### Les véhicules actuels
| Caractéristiques               | Caractéristiques     | Caractéristiques              | Photos |
| ------------------------------ | -------------------- | ----------------------------- | ------ |
| Mercedes-Benz Sprinter City 35 |                      |                               |        |
| Type : minibus                 | Quantité : 4         | Numéro de parc : ?            |        |
| Mise en service : ?            | Ligne : 1, 2, 3, 4   | Exploitants : Transdev GPA    |        |
| Notes .                        |                      |                               |        |
| Citroën Jumper II TPMR         |                      |                               |        |
| Type : minibus                 | Quantité : ?         | Numéros de parc : ?           |        |
| Mise en service : ?            | Lignes : TAD busplus | Exploitants : Transdev GPA    |        |
| Notes .                        |                      |                               |        |
| Iveco Bus Crossway Line        |                      |                               |        |
| Type : Autocar                 | Quantité : ?         | Numéros de parc :             |        |
| Mise en service :              | Lignes : 24          | Exploitants : Transdev CAT 22 |        |
| Notes Ex-TiBus                 |                      |                               |        |

### Dépôts
- Le dépôt de Transdev GPA est situé dans la commune de Pabu (22200), à La Villeneuve ;
- Le dépôt de Transdev CAT 22 est situé dans la commune de Saint-Brieuc (22000), au 7 Rue Max le Bail.

### Accidents et sécurité
Les accidents d'autobus sont toujours demeurés particulièrement rares ; leurs aspects souvent spectaculaires en fait un sujet de choix pour la presse.